# Beat the System
Beat the System é o sétimo álbum de estúdio da banda Petra, lançado em 1984. O disco atingiu o nº 1 do Top Contemporary Christian e foi indicado ao Grammy Awards na categoria Best Gospel Performance (Duo Or Group) em 1986.
| Críticas profissionais                                                      | Críticas profissionais |
| Avaliações da crítica                                                       | Avaliações da crítica  |
| Fonte                                                                       | Avaliação              |
| --------------------------------------------------------------------------- | ---------------------- |
| allmusic                                                                    | [ 4 ]                  |
| Esta tabela precisa de ser acompanhada por texto em prosa. Consulte o guia. |                        |

## Conteúdo
Beat the System é o primeiro disco com o novo tecladista, John Lawry e o penúltimo álbum de Greg X. Volz como vocalista. Com a entrada de Lawry, o Petra gravava então um álbum totalmente diferente do estilo que vinha tocando. Lawry utilizou pesadamente sintetizadores e baterias eletrônicas, fazendo o som da banda mudar drasticamente para o Techno rock dos anos 80.[carece de fontes?]
Embora a banda houvesse utilizado teclados de forma bastante enfática em seu álbum anterior, o som techno é mais proeminente em Beat the System. Isso é mais evidente devido a produção do disco apresentar baixo e bateria sintetizados, executados por Carl Marsh. A exemplo disto, músicas como "Computer Brains" e "Witch Hunt" dependem principalmente de teclados e efeitos especiais.
Não obstante seja considerado "datado" devido aos arranjos extremamente eletrônicos (e mais tarde, tenha sido rejeitado por alguns justamente por isso), o álbum apresenta algumas das melhores composições de Hartman e, com destreza, as performances vocais mais expressivas de Volz.
O álbum também apresenta uma nova versão da música "God Gave Rock 'n' Roll to You", que a banda já havia gravado em 1977.[carece de fontes?]
Apesar da seleção apurada do repertório, o guitarrista Bob Hartman disse em uma entrevista que algumas das músicas gravadas para este disco nunca chegaram a ser editadas.
Em 2011, Beat The System entrou para o rol dos "500 melhores albuns de todos os tempos da Música Cristã Contemporânea".

## Faixas
Todas as músicas por Bob Hartman, exceto onde anotado
1. "Beat the System" – 4:22
2. "Computer Brains" – 4:01
3. "Clean" – 3:01
4. "It Is Finished" – 3:52
5. "Voice in the Wind" – 4:30
6. "God Gave Rock and Roll to You" (Russ Ballard) – 3:54
7. "Witch Hunt" – 4:34
8. "Hollow Eyes" – 4:03
9. "Speak to the Sky" – 4:16
10. "Adonai" – 4:42

## Créditos
- Bob Hartman - Guitarra
- Greg X. Volz - Vocal
- John Lawry - Teclados, vocal de apoio
- Mark Kelly - Baixo, vocal de apoio
- Louie Weaver - Bateria